# Antiche unità di misura del circondario di Borgo San Donnino
Sono qui riportate le conversioni tra le antiche unità di misura in uso nel circondario di Borgo San Donnino e il sistema metrico decimale, così come stabilite ufficialmente nel 1877.
Nonostante l'apparente precisione nelle tavole, in molti casi è necessario considerare che i campioni utilizzati (anche per le tavole di epoca napoleonica) erano di fattura approssimativa o discordanti tra loro.

## Misure di lunghezza
| Comuni                                                             | Denominazione    | Valore   | Unità |
| ------------------------------------------------------------------ | ---------------- | -------- | ----- |
| Tutti i comuni meno Pellegrino Parmense                            | Braccio da muro  | 0,545167 | m     |
| Tutti i comuni meno Busseto, Pellegrino Parmense e Salsomaggiore   | Braccio da panno | 0,639500 | m     |
| Tutti i comuni meno Borgo S. Donnino, Busseto, Pellegrino Parmense | Braccio da seta  | 0,587750 | m     |
| Borgo S. Donnino                                                   | Braccio da seta  | 0,534000 | m     |
| Busseto                                                            | Braccio da seta  | 0,622000 | m     |
| Busseto, Salsomaggiore, Pellegrino Parmense                        | Braccio da panno | 0,675000 | m     |
| Pellegrino Parmense                                                | Braccio da muro  | 0,469565 | m     |

Le braccia mercantili da seta e da panno si dividono in metà, terzi, quarti, sesti, ottavi e sedicesimi.
Le braccia da muro o da legname si dividono in 12 once, l'oncia in 12 punti, il punto in 12 atomi.
In Pellegrino Parmense sei braccia da muro fanno un trabucco, e due trabucchi fanno una canna.

## Misure di superficie
| Comuni                                    | Denominazione       | Valore    | Unità |
| ----------------------------------------- | ------------------- | --------- | ----- |
| Tutti i comuni meno Pellegrino e Polesine | Pertica quadrata    | 10,6994   | m²    |
| Tutti i comuni meno Pellegrino e Polesine | Biolca              | 3081,4390 | m²    |
| Pellegrino Parmense                       | Pertica di Piacenza | 762,0186  | m²    |
| Polesine Parmense                         | Pertica             | 809,5887  | m²    |

La biolca si divide in 6 staia, lo staio in 12 tavole, la tavola in 4 pertiche quadrate, la pertica in 36 piedi quadrati.
La tavola si divide pure in 12 piedi di tavola, il piede in 12 once, l'oncia in 12 punti, il punto in 12 atomi di tavola.
La pertica di Piacenza è di 96 trabucchi quadrati, si divide in 24 tavole, la tavola in 12 piedi o braccia agrarie, il piede in 12 once, l'oncia in 12 punti, il punto in 12 atomi agrari.
La pertica di Polesine si divide in 24 tavole.

## Misure di volume
| Comuni                                             | Denominazione | Valore   | Unità |
| -------------------------------------------------- | ------------- | -------- | ----- |
| Tutti i comuni meno Pellegrino e Polesine          | Quadretto     | 162,027  | L     |
| Tutti i Comuni meno Busseto, Pellegrino e Polesine | Passo         | 4860,815 | L     |
| Busseto                                            | Sazzo         | 4374,734 | L     |
| Polesine Parmense                                  | Quadretto     | 113,380  | L     |
| Pellegrino Parmense                                | Quadretto     | 103,535  | L     |

Il quadretto o braccio cubo si divide in 12 once, l'oncia in 12 punti, il punto in 12 atomi.
Il passo, misura della legna da fuoco, è di 30 quadretti.
Il sazzo, misura per la legna da fuoco usata in Busseto, è di 27 quadretti di Parma.
Il quadretto usato in Pellegrino Parmense è quello di Piacenza. 216 quadretti formano un pilotto, misura da legna.
54 quadretti di Polesine fanno la songa, misura da legna.

## Misure di capacità per gli aridi
| Comuni                                                                        | Denominazione             | Valore  | Unità |
| ----------------------------------------------------------------------------- | ------------------------- | ------- | ----- |
| Tutti i comuni meno Borgo S. Donnino, Busseto, Pellegrino e Polesine Parmense | Staio di Parma            | 47,0400 | L     |
| Borgo S. Donnino, Busseto                                                     | Staio di Borgo S. Donnino | 44,1600 | L     |
| Polesine Parmense                                                             | Staio                     | 27,8560 | L     |
| Pellegrino Parmense                                                           | Staio di Piacenza         | 34,8200 | L     |

Lo staio di Parma si divide in 2 mine, la mina in 8 quartarole, la quartarola in 2 mezze quartarole, la mezza quartarola in 2 quartini, il quartino in 2 mezzi quartini.
Lo staio di Borgo San Donnino si divide in 2 mine, la mina in 16 coppelli, il coppello in 2 mezzi coppelli, il mezzo in 2 quarti di coppello.
Lo staio di Piacenza si divide in 2 mine od in 15 coppelli, il coppello in 2 mezzi coppelli o in 4 quarti di coppello.
Lo staio di Polesine si divide in 12 coppelli, il coppello in 2 mezzi, il mezzo in 2 quarti.

## Misure di capacità per i liquidi
| Comuni                                             | Denominazione      | Valore  | Unità |
| -------------------------------------------------- | ------------------ | ------- | ----- |
| Tutti i comuni meno Busseto, Pellegrino e Polesine | Brenta di Parma    | 71,6720 | L     |
| Busseto, Pellegrino                                | Brenta di Piacenza | 75,7712 | L     |
| Polesine Parmense                                  | Brenta             | 47,4750 | L     |

La brenta di Parma si divide in 36 pinte, la pinta in 2 boccali, il boccale in 2 mezzi boccali.
La brenta di Piacenza si divide in 48 pinte, la pinta in 2 boccali, il boccale in 2 mezzi boccali.
Le tavole di ragguaglio edite in Parma nel 1861 con approvazione del Ministero di Agricoltura, Industria e Commercio portano per Busseto una brenta speciale di litri 69,6811 della quale non si tenne conto dalla Giunta Metrica di Parma perché l'uso in Busseto della brenta di Piacenza era più generalizzato.
La brenta di Polesine si divide in 75 boccali. Due boccali fanno la pinta.

## Pesi
| Comuni                       | Denominazione   | Valore  | Unità |
| ---------------------------- | --------------- | ------- | ----- |
| Tutti i comuni meno Polesine | Libbra di Parma | 328,000 | g     |
| Polesine Parmense            | Libbra          | 309,500 | g     |

La libbra si divide in 12 once, l'oncia in 24 denari, il denaro in 24 grani.
25 libbre fanno un peso.